# Saneatsu Mushanokōji
Saneatsu Mushanokōji (武者小路 実篤(實篤, Mushanokōji Saneatsu), né à Tokyo le 12 mai 1885 et mort à Tokyo le 9 avril 1976, est un romancier et dramaturge japonais.

## Biographie
Né dans une famille de la noblesse japonaise (son grand frère est le diplomate Kintomo Mushanokōji), il étudie à Gakushūin et s'intéresse très jeune à la littérature et à la philosophie. Il est également très influencé par l'œuvre de Léon Tolstoï. En 1910, il fonde le cercle littéraire Shirakabaha (Bouleau blanc) avec Shiga Naoya, Takeo Arishima et Kinoshita Rigen et commence à publier ses travaux dans la revue littéraire du cercle, le Shirakaba. Les écrits de Mushanokōji, surtout des romans et des pièces de théâtre, prônent une philosophie humaniste où le développement spirituel de l'être humain doit favoriser l'harmonie universelle.
En 1918, il part fonder une communauté socialiste et utopique dans la préfecture de Miyazaki afin de mettre en pratique ses idées philosophiques. Il nomme cette communauté Atarashiki-mura (le nouveau village) et y continue son œuvre littéraire tout en s'adonnant à la peinture. Il renonce à l'expérience en 1926 et quitte le village. Il crée ensuite une galerie d'art à Tokyo et écrit des biographies avant d'interrompre ses travaux dans les années 1930 et voyage à travers l'Europe en 1936.
Après la Seconde Guerre mondiale, il est brièvement mis à l'écart de toute fonction publique par les forces d'occupation américaines en raison de son appartenance à la Chambre des pairs du Japon et de son manque d'opposition à la guerre. Il fait son retour à la littérature en publiant Shinri sensei (ja) en 1950. Il est décoré de l'Ordre de la Culture en 1951 et devient membre de l'académie des arts en 1952.

## Œuvres
Romans :
- 1912 : Omedetaki hito (L'Innocent)
- 1919 : Kōfukumono (Un homme heureux)
- 1920 : Yūjō (L'Amitié)
- 1923 : Aru otoko
- 1950 : Shinri sensei

Théâtre :
- 1915 : Sono imōto (Sa sœur)
- 1922 : Ningen Banzai (Vive l'homme)

## Liste des œuvres traduites en français
- Rêve au pays des petits hommes, dans Les Noix La Mouche Le Citron et dix autres récits de l'époque Taishô, nouvelle traduite par le groupe Kirin, Le Calligraphe-Picquier, 1986 (réédition Philippe Picquier, 1991) ; Anthologie de nouvelles japonaises Tome I - 1910-1926 Les Noix La Mouche Le Citron, Picquier Poche, 1999.